# Heliophanus equester
Heliophanus equester là một loài nhện trong họ Salticidae.
Loài này thuộc chi Heliophanus. Heliophanus equester được Ludwig Carl Christian Koch miêu tả năm 1867.